# Fraatés V.
Fraatés V. (parthsky Frahát, řecky Φραάτης), známý též jako Fraatakés (parthsky Frahátak, řecky Φραάτακης), byl parthský velkokrál z rodu Arsakovců vládnoucí v letech 2 př. n. l. – 4 n. l. Byl synem krále Fraata IV. (38 – 2 př. n. l.) ze vztahu s Músou a současně nejmladším královským princem. Jeho bratr Vonónés se později stal jedním z jeho nástupců.

## Životopis
Vlády se ujal po otcově zavraždění královnou Músou, svou matkou, a prakticky ihned byl konfrontován s problémy v Arménii, kde se parthské zájmy střetávaly s římskými. Roznětkou se stala snaha krále Tigrana IV. vymanit se ze závislosti na Římu a jeho pokus získat pomoc od Parthů, takže hrozil přímý parthsko-římský konflikt. Jen s velkými obtížemi se Fraatovi podařilo zažehnat válku s mocným sousedem – při jednání s Augustovým adoptivním synem Gaiem Caesarem, který byl vyslán na východ, se nicméně musel zavázat, že se vzdá jakéhokoli vměšování do arménských záležitostí. Římané dali na oplátku najevo, že respektují parthskou suverenitu, závazek, který je nic nestál.
V roce 2 n. l. se Fraatés nečekaně oženil se svou matkou a oba byli od té doby zobrazováni na parthských mincích. Je možné, že královna chtěla tímto aktem jen formálně potvrdit svou faktickou spoluvládu, patrnou již od počátku Fraatova panování. Podle Flavia Iosepha stál incestní svazek Fraata v roce 4 n. l. trůn – velmoži ho svrhli a on zemřel brzy na to v Sýrii.